# Патнам (Коннектикут)
Патнам (англ. Putnam) — місто (англ. town) в США, в окрузі Віндем штату Коннектикут. Населення — 7065 осіб (2020).

## Демографія
Згідно з переписом 2010 року, у місті мешкали 9584 особи в 3950 домогосподарствах у складі 2396 родин. Було 4299 помешкань
Расовий склад населення:
| - 94,1 % — білих - 1,3 % — чорних або афроамериканців - 1,0 % — азіатів - 0,6 % — корінних американців |

До двох чи більше рас належало 2,3 %. Частка іспаномовних становила 2,9 % від усіх жителів.
За віковим діапазоном населення розподілялося таким чином: 22,1 % — особи молодші 18 років, 62,9 % — особи у віці 18—64 років, 15,0 % — особи у віці 65 років та старші. Медіана віку мешканця становила 39,9 року. На 100 осіб жіночої статі у місті припадало 95,7 чоловіків;  на 100 жінок у віці від 18 років та старших — 88,6 чоловіків також старших 18 років.
Середній дохід на одне домашнє господарство  становив 71 749 доларів США (медіана — 58 416), а середній дохід на одну сім'ю — 84 826 доларів (медіана — 66 937). Медіана доходів становила 49 500 доларів для чоловіків та 40 316 доларів для жінок. За межею бідності перебувало 8,0 % осіб, у тому числі 16,8 % дітей у віці до 18 років та 5,5 % осіб у віці 65 років та старших.
Цивільне працевлаштоване населення становило 5068 осіб. Основні галузі зайнятості: освіта, охорона здоров'я та соціальна допомога — 21,6 %, виробництво — 17,0 %, роздрібна торгівля — 13,3 %, мистецтво, розваги та відпочинок — 12,2 %.